# Ручной механический счётчик
Ручно́й механи́ческий счётчик — ручной механизм, для подсчитывания повторяющихся событий нажатием кнопки на счётчике, чтобы не использовать ручку и бумагу для их записи или чтобы не держать эти числа в уме. Максимальное число разрядов может быть разным на разных видах счетчиков.

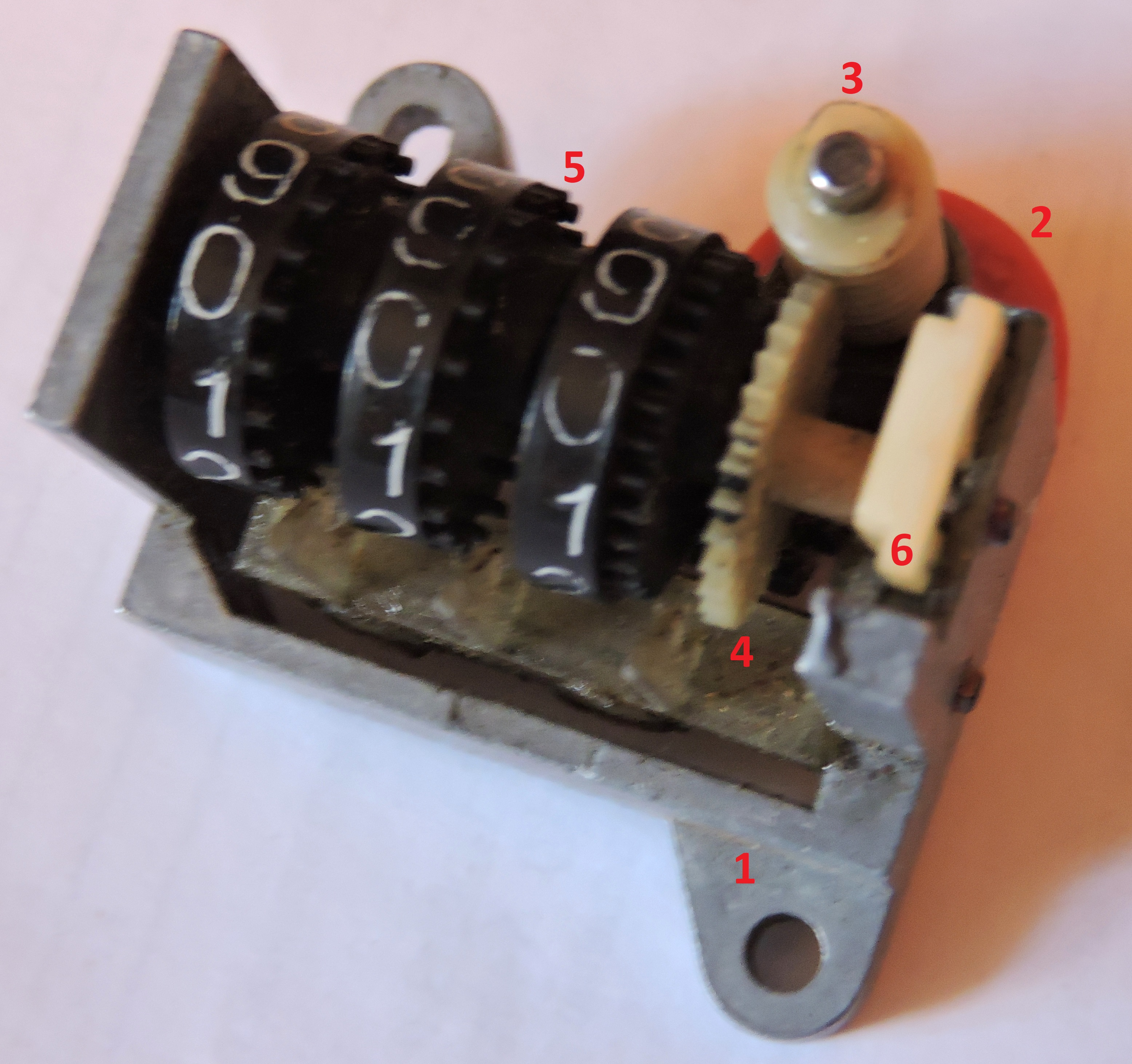
Механический счётчик: 1) Корпус; 2) Ремённый шкив; 3) Червяк; 4) Червячное колесо; 5) Ролики с цифрами; 6) Клавиша обнуления

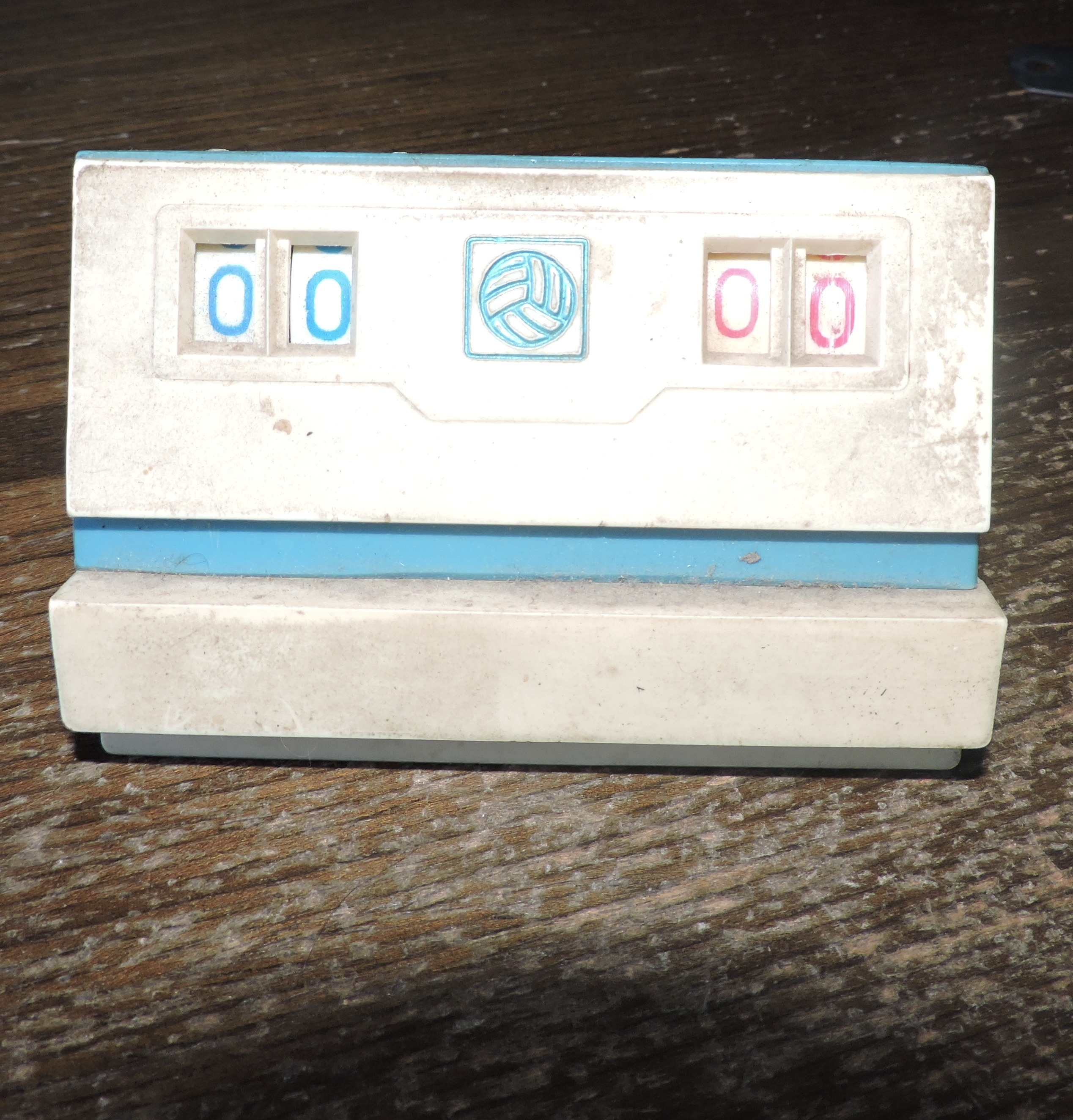
Механический счётчик с вращающимися дисками для настольного волейбола

## Внутренний механизм
Механизм счётчика состоит из:
- Кнопка — переключает значение счётчика на 1 единицу, в другом случае — очищает значение счётчика. Материал — пластик, алюминий, сталь.
- Пронумерованные круги — диски с некоей нумерацией необходимой для работы, количество колёс колеблется. Например: два колеса — максимальное значение 99; три — 999, и так далее. Материал — пластик и др.
- Колесо прокрутки — позволяет изменять положение пронумерованных дисков по заданной оси, в другом случае — настраивает счётчик. Материал — пластик.
- Корпус — основа, держит весь механизм. Материал — пластик, металлы и другие.
- Ось — вокруг которой вращаются пронумерованные круги, представляет собой металлический(алюминиевый, стальной) стержень, смазанный — для лучшего вращения по оси. В некоторых случаях их в механизме два. Материал — алюминий, сталь.
- Шестерёнки — благодаря им в названии счётчика имеет смысл слово «механический», шестерёнки составляют весь механизм счётчика. Материал — пластик, металлы и др.
- Оболочка — защищает счётчик от внешних факторов(пыли, влаги, окисления деталей). Материал — пластик, алюминий, сталь и другие.

## Принцип действия
Принцип действия счётчика — простой шестерёночный механизм. При нажатии на кнопку (в случае с кнопкой) толкается шестерёнка, она в свою очередь прокручивает шестерёнку, которая закреплена на оси с пронумерованными дисками, первый (обычно справа) диск прокручивается на одну единицу, равную единице измерения. Как только период из 9 единиц доходит до 9 и переходит на 0 единицу, переключается на одну единицу второй диск (обычно слева от первого), и так далее.